# William Webb
William Webb (n. 4 iulie 1882, Londra, Regatul Unit al Marii Britanii și Irlandei – d. 1949, Greater London, Anglia, Regatul Unit) a fost un boxer ce a reprezentat Regatul Unit al Marii Britanii și al Irlandei de Nord, medaliat olimpic. A participat la o ediție a Jocurilor Olimpice (1908) în care a câștigat o medalie de bronz.

## Participări
Lista de mai jos prezintă principalele competiții la care a participat William Webb de-a lungul carierei.
- boxing at the 1908 Summer Olympics – bantamweight[*]